# 거제양정초등학교
거제양정초등학교(巨濟良井初等學校)는 대한민국 경상남도 거제시에 있는 공립 초등학교이다.

## 연혁
- 2018년 9월 1일 : 개교